# Vlakhokeraséa
Vlakhokeraséa är en ort i Grekland.   Den ligger i prefekturen Arkadien och regionen Peloponnesos, i den södra delen av landet, 140 km sydväst om huvudstaden Aten. Vlakhokeraséa ligger 993 meter över havet och antalet invånare är 773.
Terrängen runt Vlakhokeraséa är kuperad. Runt Vlakhokeraséa är det glesbefolkat, med 12 invånare per kvadratkilometer. Närmaste större samhälle är Tripoli, 15,8 km norr om Vlakhokeraséa. 